# لويس ليجراند
لويس ليجراند (بالفرنسية: Louis Legrand)‏ هو مصمم مطبوعات ورسام توضيحي ورسام فرنسي، ولد في 29 سبتمبر 1863 في ديجون في فرنسا، وتوفي في 12 يونيو 1951 في Livry-Gargan ‏ في فرنسا.